# Banca Commerciale Italiana

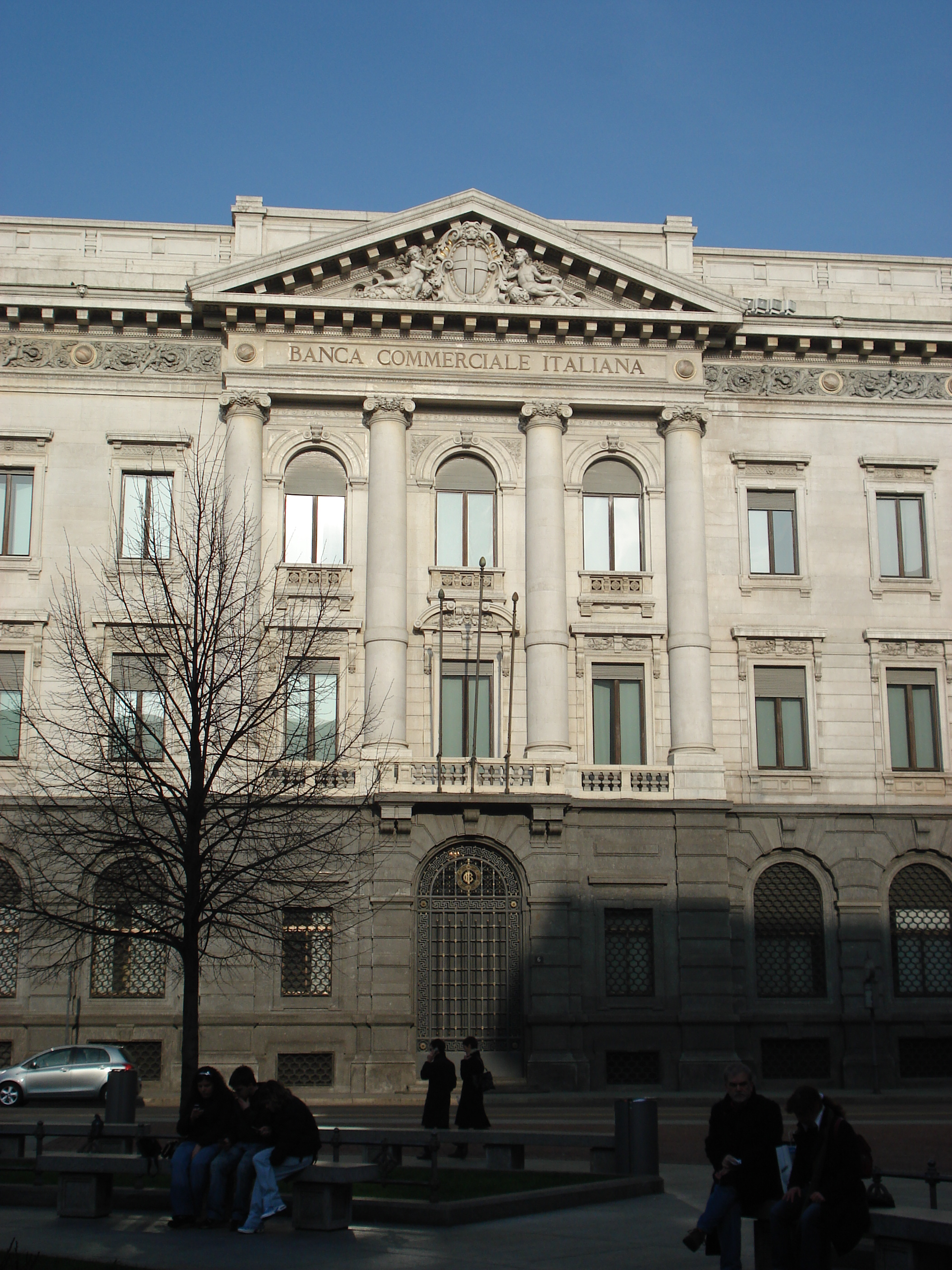
La sede della Banca Commerciale in Piazza Scala a Milano. Fu progettata da Luca Beltrami (1927).

La Banca Commerciale Italiana (anche BCI o COMIT) fu un istituto bancario italiano, tra i maggiori del Paese.
Nata nel 1894 a Milano, fu dichiarata banca d'interesse nazionale nel 1934 e passò nell'orbita societaria dell'IRI.
Nel 1999 entrò nel gruppo Intesa, con le cui componenti si fuse societariamente nel 2001 per dare vita a Banca Intesa.

## Storia
La banca fu fondata a Milano il 10 ottobre 1894 per iniziativa di un consorzio di banche tedesche (Deutsche Bank, Dresdner Bank, Bank für Handel und Industrie, Bleichröder, Oppenheim e Berliner Handels-Gesellschaft), austriache (Anglo-Oesterreichische Bank, Wiener Bank e Osterreichische Creditanstalt), svizzere (Schweizerische Kreditanstalt e Chemin de Fer du St.Gothard) e la francese Banque de Paris et des Pays-Bas. Successivamente divenne italiana la maggioranza degli azionisti, pur restando significativi collegamenti con le maggiori banche europee.
Fu presieduta dal conte Alfonso Sanseverino Vimercati e gestita dai suoi primi direttori, i tedeschi Otto Joel e Federico Weil, secondo il modello della banca mista-universale, diffuso in Germania, che prevedeva l'erogazione del credito soprattutto alle grandi imprese industriali, tuttavia l'istituto riscontava anche le cambiali presentate dalle casse di risparmio relative ai prestiti concessi da queste alle piccole e medie imprese.
La banca sostenne la nuova struttura industriale del paese con la raccolta di capitale di rischio per i principali settori (siderurgico-meccanico, elettrico, chimico, trasporti, tessile, lavori pubblici).
Le filiali vennero aperte su tutto il territorio nazionale, partendo dai grandi centri. Allo stesso tempo, estese le sue operazioni al mercato internazionale, attraverso una rete di filiali e banche partecipate: nel 1910 fondò insieme alla Paribas la Banque française et italienne pour l'Amérique du Sud (Sudameris), con sede a Parigi ma attiva nell'America Latina, mentre negli anni successivi furono aperte le prime filiali all'estero nel 1911 a Londra diretta dall'economista Enrico Consolo e in seguito nel 1918 a New York.

### Anni venti
Terminata la prima guerra mondiale, la Comit contribuì alla riconversione postbellica dell'apparato produttivo. In questi anni la rivale più aggressiva della Commerciale fu la Banca Italiana di Sconto, che tentò persino la scalata alla Comit.
Nel corso degli anni venti, guidata dal banchiere di origine ebraica Giuseppe Toeplitz, la banca fu sempre più coinvolta nel finanziamento dei grandi gruppi industriali, diventandone in molti casi azionista di maggioranza, mentre nei riguardi del regime fascista mantenne un atteggiamento di prudente autonomia. Nello stesso periodo la Comit proseguì la sua espansione all'estero, soprattutto nell'Europa Centrale, Orientale e balcanica, fino alla Turchia e all'Egitto.
Nel 1929, in seguito ai Patti Lateranensi, la Commerciale fu incaricata di gestire le somme che lo Stato italiano si era impegnato a versare alla Santa Sede.

### Anni trenta
La crisi postbellica dopo il primo conflitto mondiale e quella ancora più grave del 1929 misero a dura prova la struttura di tutte le banche universali, sbilanciate nella partecipazione al capitale di rischio delle grandi imprese a cui era stato erogato il credito e di cui detenevano azioni in portafoglio: fra le altre la Comit controllava la Terni, l'ILVA e l'Italgas.
Mentre il principale creditore della Banca era la Banca d'Italia. Nel 1932 la Banca Commerciale Italiana era in stato di insolvenza. La banca fu salvata dall'IMI e dall'IRI:
Toeplitz dovette lasciare l'istituto. Nel 1934 la Commerciale fu nazionalizzata e divenne di proprietà dell'IRI, portando in dote le imprese industriali controllate.
Dopo l'uscita di Toeplitz, i nuovi amministratori delegati Raffaele Mattioli e Michelangelo Facconi e il giovane direttore Giovanni Malagodi realizzarono una significativa riforma organizzativa, introducendo processi di meccanizzazione, ridefinendo l'attività di sviluppo della clientela e ammodernando la routine per lo studio dei crediti e la valutazione delle prospettive reddituali delle imprese.
Con la legge bancaria del 1936, la Comit, insieme al Credito Italiano e al Banco di Roma, restò a controllo pubblico tramite l'IRI che già l'aveva assorbita, indirizzata all'attività di banca di credito ordinario (a breve termine), con la qualifica di  banca di interesse nazionale.

### Anni quaranta
Mattioli guidò la Banca attraverso il difficile periodo bellico, durante il quale, dopo l'8 settembre 1943, furono create due direzioni (a Milano e a Roma).
La Comit fu un centro di attività clandestina antifascista attraverso l'impegno personale di alcuni suoi dirigenti, come Ugo La Malfa, Sergio Solmi ed altri.
Finita la guerra, la Comit intensificò la sua posizione nel mercato internazionale e riallacciò i contatti, peraltro mai interrotti, con la finanza americana.
Nel 1946 fu decisivo l'apporto di Mattioli alla fondazione di Mediobanca, creata per il finanziamento a medio e lungo termine alle imprese, e guidata da Enrico Cuccia, già direttore centrale in Comit.

### Anni settanta ed ottanta
Nel 1970 le azioni Comit vennero quotate in Borsa.
La direzione di Mattioli si distinse anche per il costante supporto al mondo della cultura e dell'arte.
Nel 1972, dopo l'uscita di Mattioli, la Banca Commerciale proseguì la linea da lui tracciata sia nel finanziamento all'industria e al mondo della cultura, sia nella leadership del settore internazionale.
Proprio negli anni settanta vi fu una nuova grande espansione all'estero, oltre che nelle zone già consolidate dell'Europa occidentale e dell'area americana, anche nei mercati asiatici.
Negli anni ottanta la Comit fu inoltre la prima banca italiana a riallacciare i contatti con i paesi dell'Europa orientale sotto l'influenza sovietica. All'inizio degli anni novanta si allentarono i vincoli della legge bancaria del 1936 e la Comit poté realizzare una grande espansione territoriale in Italia, raddoppiando il numero degli sportelli (circa settecento).

### Anni novanta e la privatizzazione
Nel 1991 acquistò la Banca Sicula di Trapani dalla famiglia D'Alì.
Tra il 1991 e il 1994 la Commerciale si trasformò in gruppo bancario, con la possibilità di esercitare di nuovo il credito alle imprese secondo il modello della banca universale delle origini, ma riadattato alla realtà del tempo. Nel 1994, nell'anno del centenario della fondazione e dopo sessant'anni dalla nazionalizzazione, la Comit venne privatizzata con la vendita del pacchetto di maggioranza sul mercato da parte dell'IRI.
Consulente per l'operazione di collocamento fu la banca Lehman Brothers.
Nel 1999 Banca Intesa ha acquistato il 70% del capitale della Comit.
Tra le attività estere, ci sono state la partecipazione nell'ungherese CIB Bank e l'acquisizione della croata Privredna Banka Zagreb, che hanno poi seguito il destino della Comit.
Il 24 aprile 2001 si fuse con Banca Intesa per formare il gruppo IntesaBci, che dal 18 dicembre 2002 divenne semplicemente Banca Intesa, oggi Intesa Sanpaolo.